# Full Circle (álbum de Xzibit)
Full Circle é um álbum de estúdio do artista estadunidense Xzibit, lançado em 2006 pelas gravadoras Open Bar Entertainment e Koch Records. 

## Faixas

### Disco 1
| #  | Título                             | Compositor                                                          | Produtor        | Artista                       |
| -- | ---------------------------------- | ------------------------------------------------------------------- | --------------- | ----------------------------- |
| 1  | "Invade My Space"                  | A. Joiner, D. Drew                                                  | Jelly Roll      | Jelly Roll, Xzibit            |
| 2  | "Rollin'"                          | A. Joiner, D. Drew                                                  | Jelly Roll      | Jelly Roll, Xzibit            |
| 3  | "Ram Part Division"                | A. Joiner, D. Blake                                                 | DJ Quik         | Xzibit                        |
| 4  | "Say It to My Face"                | A. Joiner, L. Moses, A. Gordon, J. Campbell                         | Allstar         | Don Blaze, Kurupt, Xzibit     |
| 5  | "The Donnell Rawlings Show (Skit)" | D. Rawlings                                                         |                 | Donnell Rawlings              |
| 6  | "Scandalous Bitches"               | A. Joiner, A. Deitch, E. Krasno                                     | Fyre Dept.      | Xzibit                        |
| 7  | "Concentrate"                      | A. Joiner, R. Thomas                                                | Rick Rock       | Xzibit                        |
| 8  | "On Bail"                          | A. Joiner, D. Arnaud, J. Corrine, F. Najm, J. Taylor                | Felli Fel       | Daz, T-Pain, The Game, Xzibit |
| 9  | "Family Values"                    | A. Joiner, J. Jayankura, N. Rodgers, B. Edwards                     | Dublin Beats    | Xzibit                        |
| 10 | "Black & Brown"                    | A. Joiner, S. Campbell, M. Leathers                                 | The Arkitects   | Jelly Roll, Xzibit            |
| 11 | "The Whole World"                  | A. Joiner, D. Drew                                                  | Jelly Roll      | Xzibit                        |
| 12 | "Poppin' Off"                      | A. Joiner, R. McBride, D. Blake, K. Abdul-Rahman                    | DJ Khalil       | DJ Quik, King Tee, Xzibit     |
| 13 | "Movin' in Your Chucks"            | A. Joiner, R. Brown, K. Gillman, L. Hunt, T. Shaw, D. Drew, J. Long | Jelly Roll      | Kurupt, Too Short, Xzibit     |
| 14 | "Thank You"                        | A. Joiner, W. Camplbell                                             | Warryn Campbell | Xzibit                        |

### Disco 2 (bônus)
| # | Título              | Produtor   | Artista            |
| - | ------------------- | ---------- | ------------------ |
| 1 | "Concentrate Remix" | Rick Rock  | San Quinn, Xzibit  |
| 2 | "Rollin' Remix"     | Jelly Roll | Jelly Roll, Xzibit |
| 3 | "A Minute to Pray"  | Rick Rock  | Xzibit             |